# The Retuses
The Retuses — российский музыкальный коллектив, играющий в стиле инди-фолк, образованный в Зеленограде в 2007 году. Номинант премии «Степной волк-2011» в категории «Музыка».

## История
Основателями проекта были Михаил Родионов и Кирилл Назаров. Родионов проявил интерес к музыке в детском возрасте и уже тогда пытался сочинять песни. Подростком он брал уроки игры на гитаре, но через три месяца отказался от них и занялся самообразованием. Среди музыкантов, повлиявших на его творчество, Родионов упоминает группу Beirut и Александра Вертинского. В 2007 году вместе с Кириллом Назаровым они начали играть и записывать на диктофон короткие импровизации, которые размещали в сети. Вскоре Назаров оставил музыку, и Родионов продолжил записываться в одиночку. В 2009 году к нему присоединился Кирилл Парастаев; позже состав музыкантов несколько раз расширялся. В том же году на интернет-лейбле Whispering вышел дебютный альбом Echo, который распространялся бесплатно. Первое выступление на публике состоялось 12 мая 2009 года.
В 2010 году Родионов, подготовивший к тому времени большую часть будущего альбома, обратился в звукозаписывающую компанию «Снегири», и его трек «Flood» включили в сборник No Oil. No Stress. No Noise, выпущенный 5 февраля. Позже с музыкантом связался менеджер лейбла Иван Белаш предложив встретиться и обсудить дальнейшее сотрудничество. 14 мая 2011 года группа выступила на акустической сцене фестиваля «Тёмные лошадки». В мае-июне были представлены несколько треков из альбома Waltz Baltika! в таких изданиях, как OpenSpace.ru, «Афиша», Lenta.ru, а 14 июня состоялась презентация пластинки в московском клубе «16 тонн». Диск, изданный на лейбле «Снегири», получил в целом положительный отклик в музыкальной прессе. 23 июля The Retuses выступили на «Пикнике „Афиши“».
В 2013 году группа выпустила третий альбом Astra и через год прекратила существование. Михаил Родионов продолжил сольную карьеру.
В 2019 году группа снова собралась во главе с Родионовым и записала свой четвертый альбом — OMYT.

## Состав
- Михаил Родионов — вокал, труба, гитара, укулеле
- Кирилл Парастаев — гитара, пианино, перкуссия
- Лера Савельева — баян, перкуссия
- Даниил Мудрик — бас-гитара
- Максим Прокофьев — ударные
- Роман Резник  — ударные
- Виктор Скорбенко — труба, клавишные, перкуссия

## Дискография

### Студийные альбомы
- 2009 — Echo
- 2011 — Waltz Baltika!
- 2013 — Astra
- 2019 — OMYT

### Мини-альбомы
- For a Minute (2007)
- The Evening Glow (2010)

### Бутлеги
- Live In Moscow (2012)

## Публикации
- Илья Зинин. Хрупкая фолк-акустика из Подмосковья // Rolling Stone. — 2011. — № 8 (85). — С. 115.
- Борис Барабанов. The Retuses «Waltz Baltika!» // Коммерсантъ Weekend. — 2011. — № 26 (3622).
- Леонид Новиков. The Retuses — Waltz Baltika! Звуки.ру (1 июля 2011). Дата обращения: 1 сентября 2011.
- Наталья Югринова. Брайан Ино, Shabazz Palaces, The Retuses и др. OpenSpace.ru (22 июля 2011). Дата обращения: 1 сентября 2011. Архивировано 27 августа 2012 года.
- The Retuses «Дети малые» // MNHTTN MAG. — 2013. — № 13.